# جدیده الوادی
جدیده الوادی (به عربی: جدیدة الوادی) یک روستا در سوریه است که در استان ریف دمشق واقع شده‌است. جدیده الوادی ۵٬۲۲۷ نفر جمعیت دارد.